# Mokhtar Belkhiter
Mokhtar Belkhiter (en arabe : مختار بلخيثر), né le 15 janvier 1992 à Oran, est un footballeur international algérien, qui évolue au poste d'arrière droit à l'ASO Chlef.
Il compte 3 sélections en équipe d'Algérie depuis 2017.

## Biographie
Le joueur entame sa carrière comme junior au sein du MC Oran, il passe en catégorie senior en 2009 avec l'équipe professionnelle. L'année suivante, Belkhiter envisage de changer d'horizon, et opte pour l'USM Blida, il y joue 3 saisons successives.
En 2013, il est recruté par le MC El Eulma. Belkhiter réussit une grande saison avec l'équipe qui réalise à cette occasion la meilleure performance de son histoire en terminant 4e au classement général de la ligue 1 algérienne en obtenant ainsi une qualification à la ligue des champions, ce qui a permis au joueur de disputer sa première compétition continentale la saison suivante. À la suite de son apparition en ligue des champions africaine, Belkhiter est repéré par le Club Africain, et finit par être transféré au club tunisien.

### En équipe nationale
En prévision de la Coupe d'Afrique des nations 2017 au Gabon, Belkhiter fait partie de la liste élargie établie par la Fédération Algérienne de Football, pour finalement figurer dans la liste des 23 joueurs algériens sélectionnés par l’entraîneur national Georges Leekens, et reçoit ainsi sa première sélection en équipe nationale d'Algérie pour un match de préparation face à la Mauritanie (victoire 3-1).
Le 15 janvier 2017, lors du premier match du groupe B de la Coupe d'Afrique des nations 2017 face au Zimbabwe, Belkhiter se fait remarquer de la pire des façons en commettant une faute grossière sur le latéral gauche zimbabwéen Onismor Bhasera, occasionnant un penalty indiscutable (transformé par Nyasha Mushekwi à la 28e minute) qui permettra aux hommes de Callisto Pasuwa de mener au score pendant une bonne partie de la rencontre. Ce qui ne devait être qu'une formalité pour les fennecs se transforme alors en cauchemar : ils arrachent le match nul (2-2) dans les derniers instants de la rencontre mais compromettent fortement leur chance de se qualifier pour la phase finale de la compétition, en étant accroché par le maillon faible du groupe. Après cette piètre performance, Belkhiter sera remplacé à la mi-temps par Mohamed Rabie Meftah et passera l'intégralité des matchs face à la Tunisie (défaite 1-2) et au Sénégal (nul 2-2) sur le banc. 
Par la suite, Belkhiter ne sera plus appelé en équipe nationale, jusqu'au 1er juin 2018, date à laquelle Rabah Madjer le convoque pour un pitoyable match amical face au Cap-Vert (défaite 2-3 à domicile dans un stade du 5-Juillet-1962 clairsemé).

## Statistiques

### Matchs internationaux
Le tableau suivant liste les rencontres de l'équipe d'Algérie dans lesquelles Mokhtar Belkhiter a été sélectionné depuis le 7 janvier 2017 jusqu'à présent.

## Palmarès

### En club
| Club africain - Coupe de Tunisie (2) - Vainqueur en 2017 et 2018 |  | CR Belouizdad - Championnat d'Algérie (2) - Champion en 2021 et 2022 |